# Alto Deva
La comarca del Alto Deva (en euskera y oficialmente: Debagoiena) es una comarca del territorio histórico de Guipúzcoa en el País Vasco en España, limítrofe con Vizcaya y Álava. Está ubicada al suroeste de la provincia de Guipúzcoa en la cuenca alta del río Deva, que le da el nombre.
El centro administrativo de la comarca se ubica en Mondragón; otros municipios importantes son Vergara, Oñate y Arechavaleta. Es el centro del movimiento cooperativista vasco iniciado por el sacerdote José María Arizmendiarrieta en Mondragón en la década de 1940. En ella se encuentra la sede central de Mondragón Corporación Cooperativa, de la Caja Laboral Popular, de la Universidad de Mondragón, así como de numerosas empresas del grupo con Fagor Industrial a la cabeza.
Es una comarca con paisaje rural, de economía tradicionalmente industrial y mayoría vascohablante. Cuenta con una densidad de 180 hab/km², el doble de la media española. Cerca del 65 % de la población es vascófona; en algunos municipios el uso del euskera supera el 90 %.
Forman parte los siguientes municipios:
- Vergara: Se encuentra el Partido Judicial número 3 de la provincia. Cabecera de la comarca.

- Mondragón: Se encuentra el  Hospital comarcal y la sede del Grupo Cooperativo Mondragón.

- Oñate: Se encuentra el Santuario de Nuestra Señora de Aránzazu.

- Arechavaleta.

- Escoriaza.

- Salinas de Léniz.

- Elgueta.

- Anzuola.

En el 2009 tuvo una sustanciosa mejora en las comunicaciones con la apertura de la autopista AP-1 entre Éibar y Vitoria atravesando el puerto de Arlabán a través de un túnel.

## Población
- 62.808 habitantes (INE 2014).[1]

| # | Municipio        | Alcalde                        | Partido Político                        | Población (2018) | % Población | Territorio km² |
| - | ---------------- | ------------------------------ | --------------------------------------- | ---------------- | ----------- | -------------- |
| 1 | Mondragón        | Maider Morras Azpiazu          | EH Bildu                                | 22.019           | 35,2        | 30,80          |
| 2 | Vergara          | Gorka Artola Alberdi           | EH Bildu                                | 14.596           | 23,3        | 75,97          |
| 3 | Oñate            | Izaro Elorza Arregi            | EH Bildu                                | 11.335           | 18,1        | 107,31         |
| 4 | Arechavaleta     | Unai Elkoro Oianguren          | EAJ-PNV                                 | 6.987            | 11,2        | 28,97          |
| 5 | Escoriaza        | José Ramón Zubizarreta Alegría | EAJ-PNV                                 | 4.087            | 6,5         | 40,43          |
| 6 | Anzuola          | Bernardo Kortabarria Olabarria | EH Bildu                                | 2.136            | 3,4         | 27,72          |
| 7 | Elgueta          | Iraitz Lazkano Garitaoinandia  | EH Bildu                                | 1.135            | 1,8         | 16,83          |
| 8 | Salinas de Léniz | Eneka Zancada Rementeria       | Agrup.Electores (Indep.) -En funciones- | 232              | 0,4         | 14,7           |
|   | Alto Deva        |                                |                                         | 62.527           | 100         | 342,73         |

### Lista por núcleos de población según el I.N.E. (2019)
|    | Nombre localidad          | Nombre oficial     | Municipio        | Población 2019 |
| 1  | Mondragón                 | Arrasate/Mondragón | Mondragón        | 21.205         |
| 2  | Vergara                   | Bergara            | Vergara          | 13.657         |
| 3  | Oñate                     | Oñati              | Oñate            | 9.989          |
| 4  | Arechavaleta              | Aretxabaleta       | Arechavaleta     | 6.812          |
| 5  | Escoriaza                 | Eskoriatza         | Escoriaza        | 3.645          |
| 6  | Anzuola                   | Antzuola           | Anzuola          | 2.126          |
| 7  | Elgueta                   | Elgeta             | Elgueta          | 1.136          |
| 8  | Santa Águeda o Guesalíbar | Gesalibar          | Mondragón        | 431            |
| 9  | Osinchu                   | Osintxu            | Vergara          | 395            |
| 10 | Anguiózar                 | Angiozar           | Vergara          | 288            |
| 11 | Olabarrieta               | Olabarrieta        | Oñate            | 265            |
| 12 | Salinas de Léniz          | Leintz-Gatzaga     | Salinas de Léniz | 234            |
| 13 | Zubillaga                 | Zubillaga          | Oñate            | 227            |
| 14 | Garagarza                 | Garagartza         | Mondragón        | 193            |
| 15 | Ubera                     | Ubera              | Vergara          | 133            |
| 16 | Bolívar                   | Bolibar            | Escoriaza        | 122            |
| 17 | Garagalza                 | Garagaltza         | Oñate            | 119            |
| 18 | Elorregui                 | Elorregi           | Vergara          | 100            |
| 19 | Larraña                   | Larraña            | Oñate            | 93             |
| 20 | Murguía                   | Murgia             | Oñate            | 92             |
| 21 | Bedoña                    | Bedoña             | Mondragón        | 80             |
| 22 | Lecesarri                 | Lezesarri          | Oñate            | 80             |
| 23 | Uríbarri                  | Uribarri           | Oñate            | 79             |
| 24 | Aránzazu                  | Arantzazu          | Oñate            | 75             |
| 25 | Mazmela                   | Mazmela            | Escoriaza        | 74             |
| 26 | Berezano                  | Berezao            | Oñate            | 71             |
| 27 | Araoz                     | Araotz             | Oñate            | 63             |
| 28 | Apózaga                   | Apotzaga           | Escoriaza        | 53             |
| 29 | Garibay                   | Garibai            | Oñate            | 52             |
| 30 | Zarimuz                   | Zarimutz           | Escoriaza        | 51             |
| 31 | Meatzerreka               | Meatzerreka        | Mondragón        | 50             |
| 32 | Basalgo                   | Basalgo            | Vergara          | 48             |
| 33 | Larrino                   | Larrino            | Arechavaleta     | 48             |
| 34 | Galarza                   | Galartza           | Arechavaleta     | 47             |
| 35 | Mendiola                  | Mendiola           | Escoriaza        | 45             |
| 35 | Sancholopeztegui          | Santxolopeztegi    | Oñate            | 45             |
| 37 | Oro                       | Oro                | Arechavaleta     | 44             |
| 38 | Marín                     | Marin              | Escoriaza        | 43             |
| 39 | Aozaraza                  | Aozaratza          | Arechavaleta     | 42             |
| 40 | Torre-Auzo                | Torreauzo          | Oñate            | 42             |
| 41 | Udala                     | Udala              | Mondragón        | 42             |
| 42 | Zañartu                   | Zañartu            | Oñate            | 40             |
| 43 | Arcárazo                  | Arkarazo           | Arechavaleta     | 37             |
| 44 | Goríbar                   | Goribar            | Oñate            | 37             |
| 45 | Goroeta                   | Goroeta            | Arechavaleta     | 37             |
| 46 | Guellano                  | Gellao             | Escoriaza        | 32             |
| 47 | Arenaza                   | Areantza           | Arechavaleta     | 27             |
| 48 | Izurieta                  | Izurieta           | Arechavaleta     | 18             |
| 49 | Apózaga-Echevarría        | Apotzagaetxebarri  | Arechavaleta     | 16             |
| 50 | Elosúa                    | Elosua             | Vergara          | 16             |
| 51 | Urréjola                  | Urrexola           | Oñate            | 11             |